# アンドレアス・パレオロゴス
アンドレアス・パレオロゴス（ギリシア語: Ἀνδρέας Παλαιολόγος; 1453年1月17日 – 1502年6月）は、ビザンツ帝国の皇帝家パレオロゴス家の人物。モレアス専制公ソマス・パレオロゴスの長男で、最後の皇帝コンスタンティノス11世パレオロゴスの甥にあたる。オスマン帝国の侵攻によりモレアスを追われ、1465年に父ソマスが死去してからは名目上のモレアス専制公位を継いだ。さらに1483年からは「コンスタンティノープルの皇帝」 (ラテン語: Imperator Constantinopolitanus)を名乗った。

## 略歴
1453年にビザンツ帝国の首都コンスタンティノープルがオスマン帝国によって陥落し、次いで1460年にモレアス専制公領も侵攻を受けると、ソマスは子女アンドレアス、マヌエル、ソフィヤとともにコルフ島へ亡命した。1465年にソマスが死去したのち、12歳だったアンドレアスはローマへ赴いた。コンスタンティノス11世の最年長の甥であるアンドレアスはパレオロゴス家の家長にあたる存在となり、古代ローマ帝国から続く皇帝の系譜の第一請求者の立場にあったとみなされることがある。イタリアにいる亡命ビザンツ貴族の支援を受けたアンドレアスはビザンツ皇帝の後継者を名乗り、帝国の復興を志した。またアンドレアスはローマ女性のカテリーナと結婚した。2人が子を残したという確固たる証拠はないが、彼らの子孫がいたと匂わせる一次史料も存在する。
ローマで暮らすようになったアンドレアスの生活は年を追うごとに困窮していった。その理由について、彼がぜいたくで無責任な浪費生活をしたのだと批判する節があるが、むしろ教皇庁から支給される年金が切り詰められていったことが大きかった。アンドレアスはコンスタンティノープル奪還に向けて、何度かヨーロッパ中を旅して各国の君主に援助を求めたが、彼のもとに集まった支援はわずかなものだった。かつてコンスタンティノープルを征服したオスマン帝国のスルタンメフメト2世が1481年に死去し、息子のジェムとバヤズィトの間で内乱が勃発すると、アンドレアスはこの年の夏に遠征隊を組織して南イタリアからアドリア海を渡り、コンスタンティノープルを再征服する計画を立てた。しかし秋になるとバヤズィト（2世）が内乱を制して帝国を安定させたため、遠征は取りやめられた。生涯にわたって最低でもモレアスまでは奪還したいと望んでいたアンドレアスだったが、ついにギリシアの地を再び踏むことはなかった。
金銭的に追い詰められたアンドレアスは、1494年にビザンツ皇帝の地位をフランス王シャルル8世に売り渡した。当時シャルル8世は対オスマン帝国十字軍を組織しようとしており、その成功の暁にはアンドレアスにモレアスを譲るという条件だった。しかし十字軍が実現せぬまま1498年にシャルル8世が死去すると、アンドレアスは再びビザンツ皇帝を名乗るようになり、死去するまでこの地位を保持した。1502年、アンドレアスはローマで貧窮のうちに没し、サン・ピエトロ大聖堂に葬られた。アンドレアスは遺言で自らの称号をアラゴン王フェルナンド2世とカスティーリャ女王イサベル1世に譲ろうとしたが、両王がその称号を名乗ることはなかった。

## 生涯

### 背景

1450年ごろのモレアス専制公領

パレオロゴス家は、1259/61年から1453年の滅亡までビザンツ帝国に君臨した、最後にして最長の王朝であった。14世紀、オスマン帝国がビザンツ帝国領のほとんどを征服し、15世紀初めにはアナトリアのほとんど、ブルガリア、ギリシア中部、セルビア、マケドニア、テッサリアを手中に収めていた。かつて東地中海に広大な領土を有していたビザンツ帝国は、もはや首都コンスタンティノープル、ペロポネソス半島、エーゲ海の島々の一部を領するに過ぎず、しかもオスマン帝国に貢納を強いられていた。
版図が縮小していくにつれて、ビザンツ皇帝はばらばらに残っている領土を息子や兄弟に与え、専制公として自治防衛させる方針をとるようになった。1428年、アンドレアスの父ソマス・パレオロゴスはモレアス専制公に任じられ、ペロポネソス半島の豊かな土地を兄のテオドロスやコンスタンティノス（後の最後の皇帝コンスタンティノス11世）と共同で統治することになった。彼ら兄弟は、ペロポネソス半島全土の回復を目指した。まず1432年、ソマスは第4回十字軍以来のフランコクラティアであったアカイア公国最後の公チェントゥリオーネ2世アサン・ザッカリアが病没したのを機に、その娘カテリーナ・ザッカリアと婚姻していることを理由に公国を接収し解体した。ソマスら兄弟の治下で、ビザンツ帝国はモレアスのほぼ全土を奪回した。ただし、半島に点在するヴェネツィア共和国領には手を出せなかった。
ビザンツ帝国が全体として崩壊の一途をたどる中、正教を奉じるパレオロゴス朝の皇帝たちは、カトリックを信仰する他のヨーロッパ諸国に軍事援助を求めていた。14世紀半ば以降、皇帝たちは西ヨーロッパ諸国やローマ教皇が、オスマン帝国の手からビザンツ帝国を救ってくれることを期待していた。デメトリオス・キュドネスやマヌエル・クリュソロラスら西欧志向の学者たちの影響を受けたビザンツ皇帝たちは、宗派問題さえ解決できれば、教皇の呼びかけで西欧の大軍が救援に駆けつけてくれると信じていた。アンドレアスの曽祖父に当たるヨハネス5世パレオロゴスは1369年にみずからローマを訪問して個人的に教皇へ恭順の意を示し、ヨハネス8世パレオロゴスは1438年から1439年にかけてフィレンツェ公会議に出席し、東西教会の合同を試みた。しかしビザンツ帝国の人々は、この動きを彼らの信仰や世界観に対する裏切りであるととらえて反発し、結局教会合同は完遂されなかった。ヨハネス8世の跡を継いだコンスタンティノス11世パレオロゴスは、1452年にオスマン帝国軍がコンスタンティノープルに迫る中で、教皇宛に絶望的な書簡を書き送っている。

### 前半生

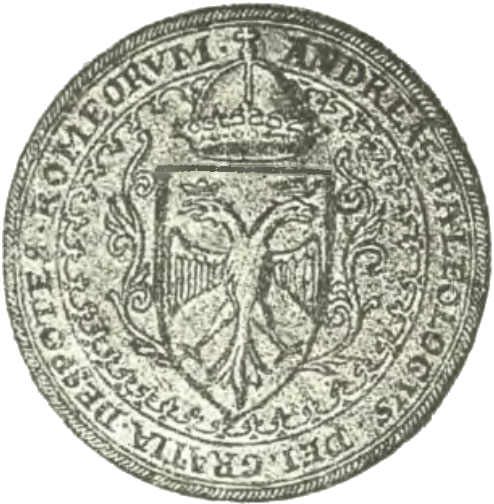
アンドレアスの印章。「アンドレアス・パレオロゴス、神の恩寵による」ローマ人の専制公という記載がある。

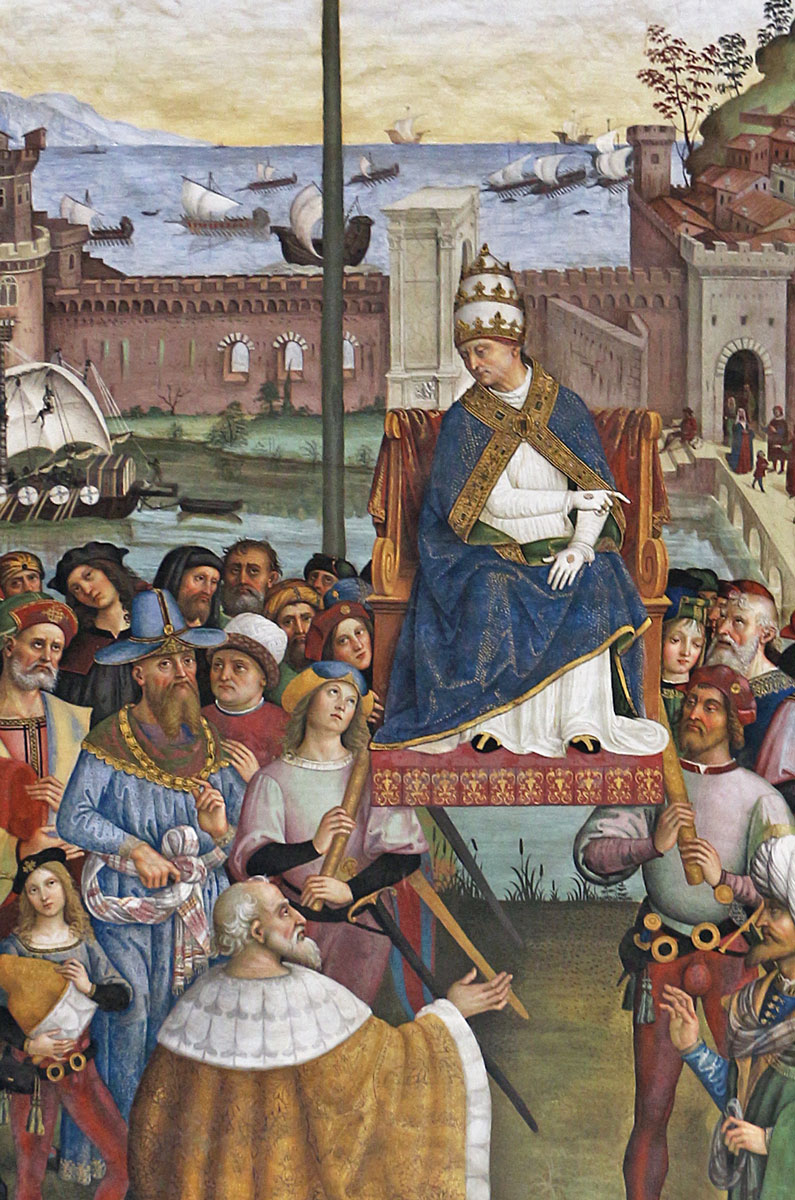
アンコーナに到着した教皇ピウス2世（16世紀前半のフレスコ画、シエナ大聖堂）。左下の青いローブと帽子を付けた人物がアンドレアスの父ソマス・パレオロゴス。

1453年1月17日、アンドレアス・パレオロゴスは、モレアス専制公ソマス・パレオロゴスと、最後のアカイア公チェントゥリオーネ2世アサン・ザッカリアの娘カテリーナ・ザッカリアの長男として生まれた。同年5月29日、コンスタンティノープルが陥落し、叔父にあたる皇帝コンスタンティノス11世パレオロゴスが戦死した。ソマスやアンドレアスらの家族はオスマン帝国の属国となったモレアス専制公国で暮らし続けることができた。しかしソマスがビザンツ帝位を取り戻そうと試み、オスマン帝国を後ろ盾とする弟デメトリオスとの間で紛争を起こしたため、1460年にオスマン帝国のモレアス侵攻を招いた。アンドレアスらソマス一家はコルフ島へ亡命した。その後ソマスはこの地に家族を置いて単身でローマへ赴き、教皇ピウス2世の歓待を受けて金銭的支援を受けるようになった。ソマスはかつての領国をいつか取り戻したいと願い続け、1462年にピウス2世が十字軍を起こそうとしたときには自らイタリア中をめぐって宣伝したものの、結局この十字軍は実現しなかった。
1462年8月にカテリーナ・ザッカリアが死去した後、ソマスは1465年になってようやく子供たちをローマに呼び寄せた。アンドレアスと弟マヌエル、姉のゾエの3人は、後見人や数名の亡命ビザンツ貴族とともにアンコーナへ赴いたが、父と再会することはかなわなかった。ソマスが5月12日に死去していたためである。この時、アンドレアスは12歳、マヌエルは10歳だった。ゾエの年齢は正確に分かっていないが、少なくとも3人兄弟の中では最年長だった。彼ら兄弟はローマへ赴き、元亡命ビザンツ貴族であるバシレイオス・ベッサリオン枢機卿のもとで養育されることになった。ベッサリオンは、ビザンツ帝国の人物の中でも数少ない教会合同支持者だった。彼はソマスの遺児たちに教育を施し、1472年6月のソフィヤとモスクワ大公イヴァン3世の結婚を取り持った。アンドレアスらはローマに留まり、教皇パウルス2世もアンドレアスをモレアス専制公の正統な継承者とみなして滞在を認めた。アンドレアスはカトリックに改宗した。

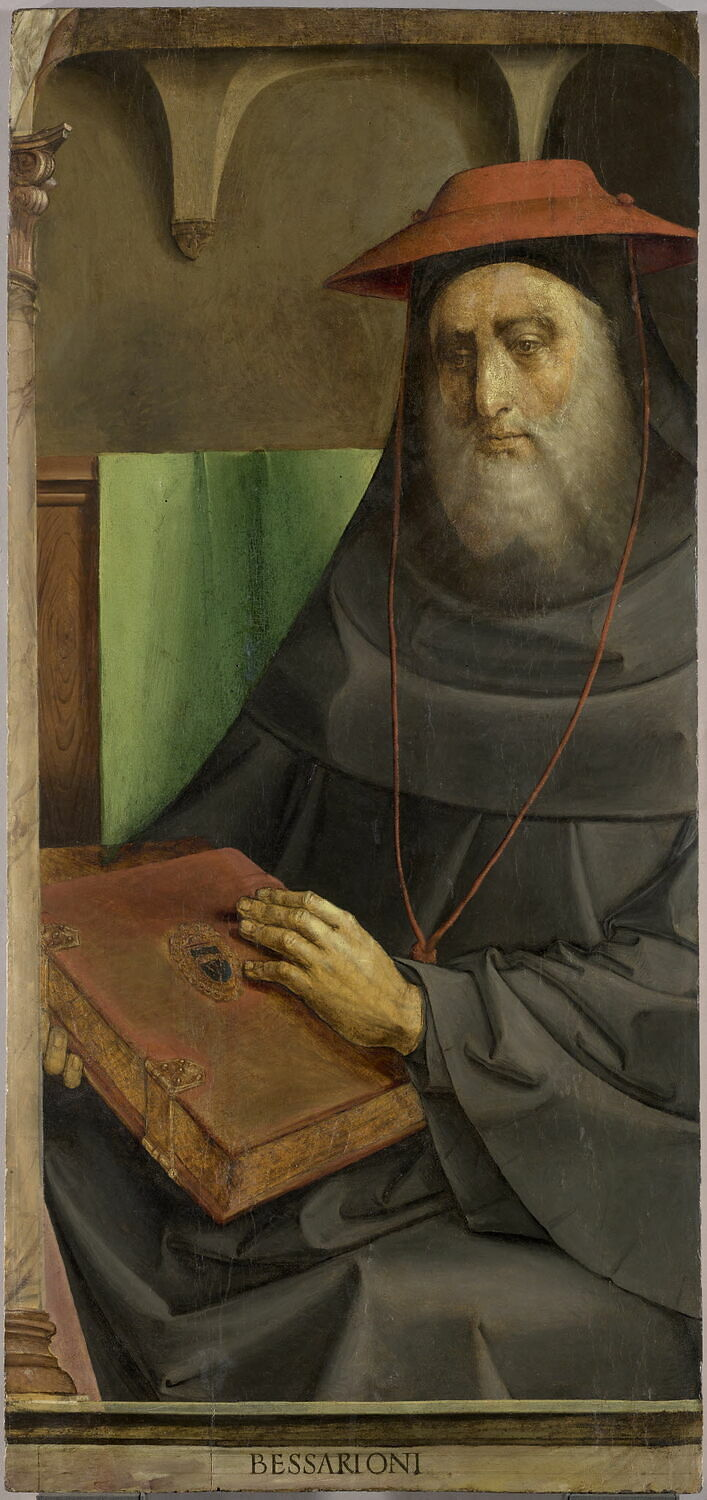
バシレイオス・ベッサリオン枢機卿を描いた同時代の絵画。彼自身も1440年にビザンツ帝国からローマへ移住した人物であり、1472年に死去するまでアンドレアスら兄弟の面倒を見た。

初期のアンドレアスの印章は、パレオロゴス家の皇帝を象徴する双頭の鷲と「神の恩寵によるローマ人の専制公」(ラテン語: Dei gratia despotes Romeorum)という称号を掲げていた。1480年代以降は、おそらく十分な敬意を払われていないと感じていた彼自身の考えにより、父ソマスも名乗らなかった「コンスタンティノープルの皇帝」 (ラテン語: Imperator Constantinopolitanus)という称号を用いるようになった。はじめてこの称号が確認できるのは1483年4月13日、スペイン貴族のオソルノ伯ペドロ・マンリケに発行した金印勅書である。これはマンリケとその子孫にパレオロゴス家の皇帝の装備を持つ権利を認める、すなわち帝国の宮中伯としての地位を認め、庶子だったマンリケが抱えていた不利益を打ち消してやるというものであった。アンドレアスが名乗り出した称号は伝統的なビザンツ皇帝の称号（バシレウス、ローマ人のアウトクラトールなど）ではなく、むしろ教皇庁を中心に西ヨーロッパ諸国が用いたビザンツ皇帝の呼び方であった。アンドレアスはローマで教育を受けたために、ビザンツ皇帝の公称が「コンスタンティノープルの皇帝」ではなく「ローマ人の皇帝」であることを知らなかった可能性もある。ビザンツ帝国が公式に世襲君主制国家になったことは歴史上無かったが、アンドレアスはベッサリオン枢機卿など同時代の人々から帝国の正統な継承者とみなされていた。ソマス・パレオロゴスの顧問の一人だったパトラス出身のゲオルギオス・スフランツェスは、1466年にアンドレアスのもとを訪れ、彼を「パレオロゴス王朝の後継者にして相続人」であり正統な支配者であると認めた。帝国の復興を夢見るアンドレアスは、皇帝の継承権を持つものとして相応の名誉を受けることに執着した。例えば1486年にシスティーナ礼拝堂で行われた行進の際には、アンドレアスは枢機卿と同じ型の蝋燭を持って参加できるよう要求した。
ビザンツ史家のジョナサン・ハリスは、アンドレアスはローマで教育を受けたために、ビザンツ皇帝の公称が「コンスタンティノープルの皇帝」ではなく「ローマ人の皇帝」であることを知らなかった可能性もあるとしているが、ジョルジオ・ヴェスピニャーニによれば、アンドレアスは時としてギリシア語の伝統的な称号も使い分けていた。例えば1483年4月13日の金印勅書では、アンドレアスはギリシア語版の署名として「神なるキリストにおけるアンドレアス、信心深きバシレウスにしてローマ人のアウトクラトル、パレオロゴス」（Ἀνδρέας ἐν Χριστῷ τῷ Θεῷ πιστὸς βασιλεὺς καὶ αὐτοκράτωρ Ῥωμαίων ὁ Παλαιολόγος）と名乗っている。

### 経済的な困窮
1472年にベッサリオン枢機卿が死去して間もないころから、アンドレアス・パレオロゴスの生活は貧窮していったと考えられている。1475年、22歳のころから、彼はナポリ王フェルディナンド1世やおそらくはミラノ公ガレアッツォ・マリア・スフォルツァ、ブルゴーニュ公シャルル勇敢公などヨーロッパの君主たちに書簡を送り、「コンスタンティノープルの皇帝」や「トレビゾンド皇帝」などの請求権の売却を打診するようになった。複数の君主に書簡を送ることで、より高値を提示してくる君主を吟味していたのだとみられる。なおビザンツ帝国の正統な継承者を称していたコムネノス朝トレビゾンド帝国は、コンスタンティノープルのパレオロゴス朝よりは長く存続したものの、1461年にオスマン帝国に滅ぼされていた。同様に困窮していた弟のマヌエルは、次男ゆえに兄のように売る称号も無かったので、ローマを離れヨーロッパを旅して将軍として雇ってもらえる国を探した。しかし満足できる返答を得ることができなかった彼は、オスマン帝国支配下のコンスタンティノープルにわたりメフメト2世と面会するという行動に出てローマの人々を驚かせた。メフメト2世は寛大に彼を迎え、マヌエルは気前の良い年金を受けて余生を過ごした。
アンドレアスらパレオロゴス家の人々が経済的に苦しんだ原因は、教皇庁の金銭支援の切り詰めにあった。彼らの父ソマスは教皇庁から月300ドゥカート、さらに枢機卿たちから200ドゥカート、計500ドゥカートの大金を受け取っていた。しかしソマスの家臣ゲオルギオス・スフランツェスによれば、ソマスが亡命皇帝家や従者たちを養っていくにはこの額でも不十分であったという。アンドレアスとマヌエルも当初は同じ額の支援を受けていたが、教皇庁からの支援は次第に減額され、枢機卿たちからの支援もなくなり、全体で月150ドゥカートまで落ち込んでいた。
これに加え、ベッサリオン枢機卿が死去してから状況はさらに悪化した。1473年の最初の3か月、アンドレアスとマヌエルの兄弟は本来合計900ドゥカートを受け取れるはずが、690ドゥカートしか支払われなかった。1474年にマヌエルがローマを去ると、教皇シクストゥス4世は残ったアンドレアスらへの支援を半減させ、月150ドゥカートしか支払わなくなった。1475年にマヌエルがローマに帰ってきてからも、この額は見直されなかった。1470年代後半からはその金額もさらに切り詰められていき、1478年6月時点で150ドゥカートの援助だったものが、11月から数か月間は「立て続く（教皇庁の直面した）戦争」を理由に月104ドゥカートしか支払われなくなった。1488年と1489年にはさらに月100ドゥカートに減らされた。1492年8月に教皇アレクサンデル6世が死去してからは、ついに月50ドゥカートまで減らされることになった。
アンドレアスが多数の従者を抱え続けていたのも困窮の原因となった。父ソマスに従っていた者たちの一部は姉ゾエ（ソフィヤ）と共にモスクワへ移ったが、アンドレアスと共にローマに残ったものも少なくない。例えばデメトリオス・ラウル・カヴァケス（ソフィヤの婚礼にアンドレアスとマヌエルの名代として出席した人物）、マヌエル・パレオロゴス（アンドレアスの弟とは別人）、ゲオルギオス・パグメノス、ミカエル・アリストボロスなどは、おそらくアンドレアスの従者である。アンドレアスの経済状況は年々悪化し、従者たちの給料も満足に払えなくなった。1480年代には、一部の従者（「コンスタンティノープルの」テオドロス・ツァンブラコン、カタリナ・ザンプラコニッサ、ソマシナ・カンタクゼネ、その他「モレアの」という呼び名がつくコンスタンティノスという男性、テオドリナとメガリアという2人の女性など）は教皇庁に仕えるようになった。
アンドレアスが成年後の大半を過ごしたローマでは、彼はカンポ・マルツィオの邸宅を使っていた。これはゾエがモスクワに嫁いだ際にシクストゥス4世がアンドレアスに贈ったもので、おそらく聖アンドレア教会のすぐ隣にあった。1479年、アンドレアスはローマでカテリーナというローマ出身の女性と結婚した。1480年、アンドレアスはソフィヤに資金援助を求めるべくモスクワへ旅した。ソフィヤはすべての宝飾品を兄に譲ってしまったことを後に後悔することになる。ローマへ帰る途上で、アンドレアス一行はマントヴァに立ち寄った。マントヴァ侯フェデリーコ1世・ゴンザーガは、フェッラーラ公エルコレ1世・デステから、アンドレアスがイタリアのマラテスタ家の遠戚で喫緊の経済的問題を抱えていると言われて、アンドレアスらに宿と食料を融通した。

### 対トルコ遠征計画

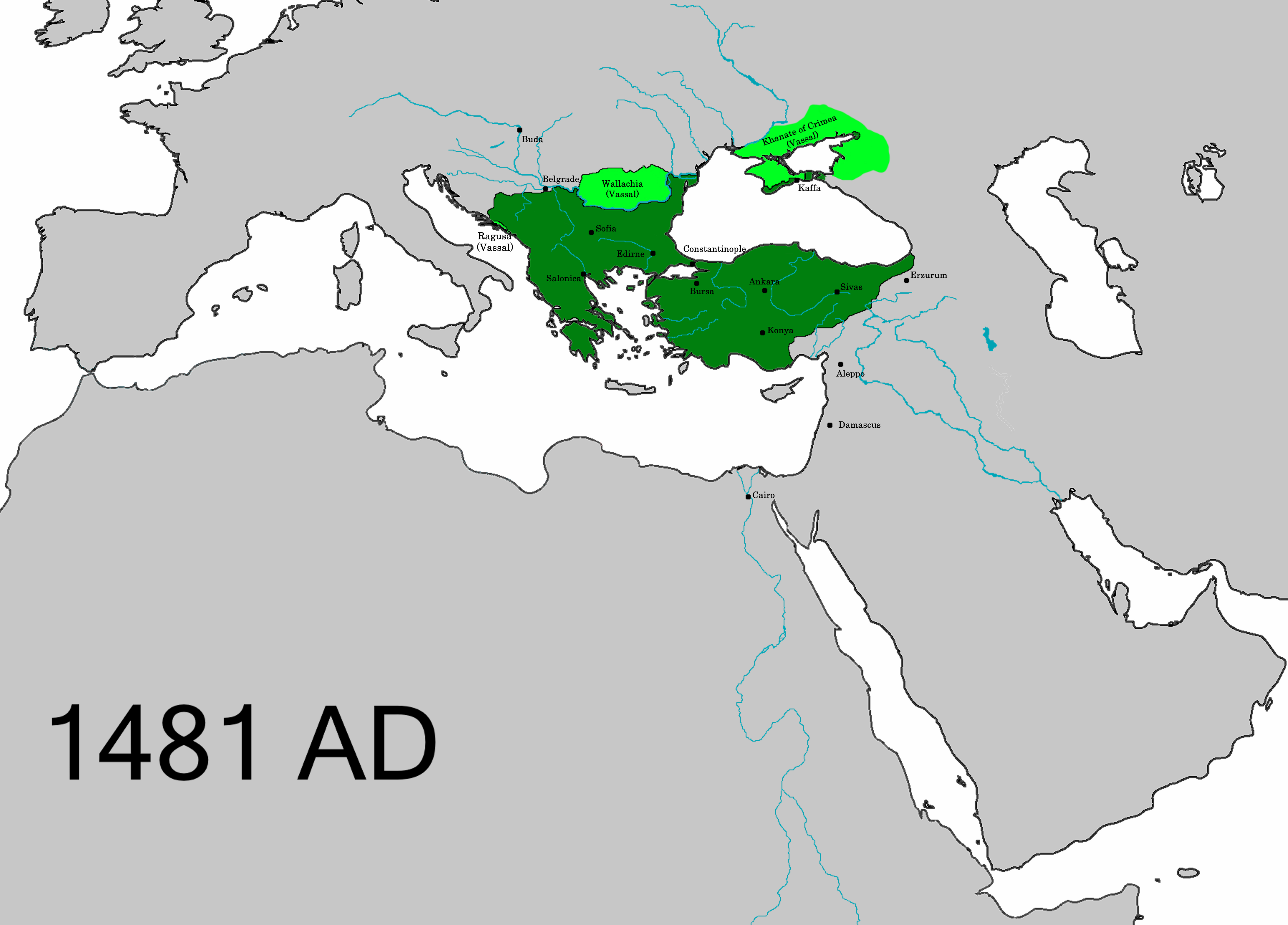
1481年時点のオスマン帝国の領域

アンドレアスは父ソマス同様、ビザンツ帝国復興を目指して様々な行動を起こした。ロシアから帰還して間もなく、1481年夏にアンドレアスは対トルコ遠征を計画し始めた。当時はオスマン・ヴェネツィア戦争が終結したばかりで、数々の戦闘が行われたモレアスではオスマン帝国による支配が揺らいでいた。彼はギリシアへ渡海する道筋を見定めるため南イタリアを旅し、10月には先述のマヌエル・パレオロゴス、ゲオルギオス・パグメノス、ミカエル・アリストボロスら数人の腹心をつれてフォッジャに着き、ナポリ王フェルディナンド1世から金銭支援を受けた。またアンドレアスは遠征に備えて傭兵団も雇い入れていた。そのうちの一人クロコデリオス・クラデスは、1480年にモレアスでオスマン帝国に対し反乱を起こして失敗したギリシア人で、もしアンドレアスがギリシア上陸に成功すれば、その後の道案内役を期待できる人物だった。1481年9月15日、シクストゥス4世はイタリア中の司教に向けて、アンドレアスのアドリア海渡海に「有する全力」をもって協力するよう呼び掛けた。こうした準備があったにもかかわらず、結局アンドレアスはギリシアへ渡航せず、10月から11月にかけてブリンディシで従者とともにフェルディナンド1世のもとで過ごしただけに終わった。
1481年という年は、アンドレアスにとっては遠征を実施する絶好機であった。1480年8月にオスマン帝国はロドス島攻略に失敗して多大な損害を被り、翌1481年5月3日にはコンスタンティノープルの征服者メフメト2世が死去、息子のジェムとバヤズィト（2世）の間でスルタンの位をめぐる内乱が勃発していた。アンドレアスは、当時オスマン帝国の攻撃にさらされていたフェルディナンド1世を動かし、オスマン帝国の内乱に介入してもらおうとした。しかし10月までにはバヤズィト2世が地位を確立してオスマン帝国の混乱は収まってしまい、主要な西欧のキリスト教諸国も合同で対オスマン遠征を実現できるほどの統一性が無く、非協力的であった。さらに致命的な問題として、アンドレアスの活動はまずもって資金不足に過ぎた。ジョナサン・ハリスによれば、同時代のジェラルディ・ダ・ヴォルテッラの記述をもとに考えると、シクストゥス4世が1481年9月に遠征資金として300ドゥカートを支給しているものの、それは元から南イタリアを巡るためのものであり、アンドレアスや従者たちの経費も考えるとギリシアへの遠征に使うにはあまりにも少額であった。
遠征が立ち消えになったもう一つの理由として、ヴェネツィア共和国がアンドレアスへの援助に消極的だったことがあげられる。アンドレアスが小規模な軍勢を集めたとしても、ヴェネツィアの海洋での支援がなければアドリア海を渡ることもできなかった。しかしすでにヴェネツィアのシニョーリアはオスマン帝国とコンスタンティノープル条約を結んでおり、あえてオスマン帝国と争う気はなかった。アンドレアスは他にも少なくとも1回、1485年にヴェネツィア領モネンバシア奪取を企てる計画にかかわる形でモレアス奪還を試みている。

### ヨーロッパ巡行と皇帝称号の売却

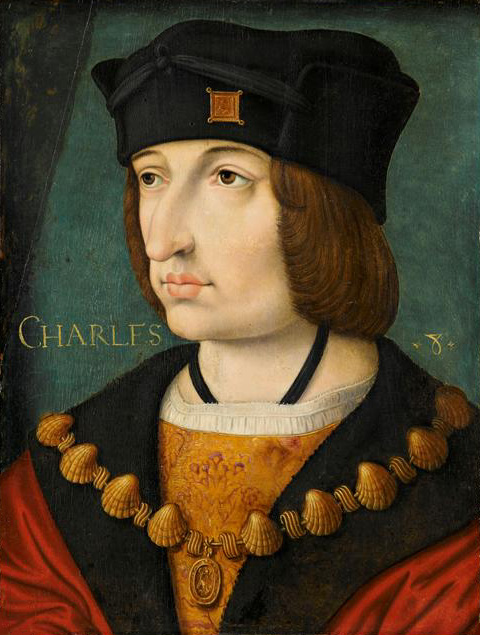
フランス王シャルル8世の同時代の肖像画。1494年、彼はフランス人枢機卿レイモン・ペラルディの策謀もあり、アンドレアスからコンスタンティノープル帝位とトレビゾンド帝位を購入した。シャルル8世はバヤズィト2世からコンスタンティノープルとビザンツ帝国の旧領を奪還する計画を立てていた。

1490年、アンドレアスはローマからの使節デメトリオスとマヌエル・ラレスを伴って、再びモスクワを訪れた。しかし今回の訪問では、アンドレアスはモスクワで歓迎されなかったので、代わりにフランス王国に向かった。フランス王シャルル8世はアンドレアスを歓待し、アンドレアスから白いハヤブサを贈られた返礼に彼の旅費を全額肩代わりした。アンドレアスはラヴァルで、また10月から12月にかけてはトゥールでシャルル8世と共に過ごし、ローマに帰る前には350リーヴルの資金を援助された。ジェラルディ・ダ・ヴォルテッラによれば、アンドレアスとシャルル8世は共にいた時間のほとんどを対オスマン遠征の実現可能性についての議論に費やしていたという。1492年、アンドレアスはイングランド王国に行ったが、イングランド王ヘンリー7世はシャルル8世ほど気前の良い歓待はせず、財務大臣のジョン・ディナムに、アンドレアスにふさわしい額の資金を与え帰国の安全を保証するよう命じただけだった。支援者を求めてさまようアンドレアスのヨーロッパ行は、さながら祖父のビザンツ皇帝マヌエル2世パレオロゴスがオスマン帝国に対抗するため1399年から1402年にかけてヨーロッパを巡り援助を求めたのに似ていた。
1490年代、シャルル8世は対オスマン帝国遠征十字軍を積極的に検討し始めた。しかし彼は同時に、南イタリアのナポリ王国をめぐる戦争にもかかわっていた。フランス人枢機卿レイモン・ペラルディは、シャルル8世の十字軍構想を熱烈に支持する一方で、南イタリアの混乱に介入することには、オスマン帝国と戦う前にキリスト教国の間に決定的な亀裂を残すものだとして反対していた。フランス軍が北イタリアまで進軍していた時、ペラルディ枢機卿はシャルル8世がナポリ王国と交戦する前に、彼にビザンツ帝位の公式な請求権を持たせようと考え、王に知らせもせず独自に策動し始めた。
ペラルディ枢機卿はアンドレアスと交渉し、彼がコンスタンティノープル・トレビゾンド両帝位とセルビア専制公の称号を捨てる代わりに4300ドゥカートを得る、そのうち2000ドゥカートは称号放棄が成立した時点で支払われ、残りは月約360ドゥカートずつ支払われる、という取引をまとめた。さらにペラルディ枢機卿はアンドレアスに、彼を守る騎兵500人をシャルル8世持ちで維持すること、ゆくゆくは南イタリアかどこかに領地を与えられ、年金と合わせて年5000ドゥカートを手にできるよう取り計らわれることも約束した。さらには、シャルル8世が自身の陸海軍を使ってモレアスに侵攻し、成功の暁にはアンドレアスにモレアス専制公国を与えること、それと引き換えにアンドレアスは封建領主税としてシャルル8世に毎年白鞍の馬を献上すること、差し当たってシャルル8世は教皇庁に働きかけアンドレアスへの資金援助を毎年1800ドゥカート（月150ドゥカート）まで戻すよう取り計らうこと、といった取り決めまで定められた。1495年11月1日（同年の諸聖人の日）までにシャルル8世が拒否しない限り、アンドレアスのシャルル8世への譲位は合法であるということになった。

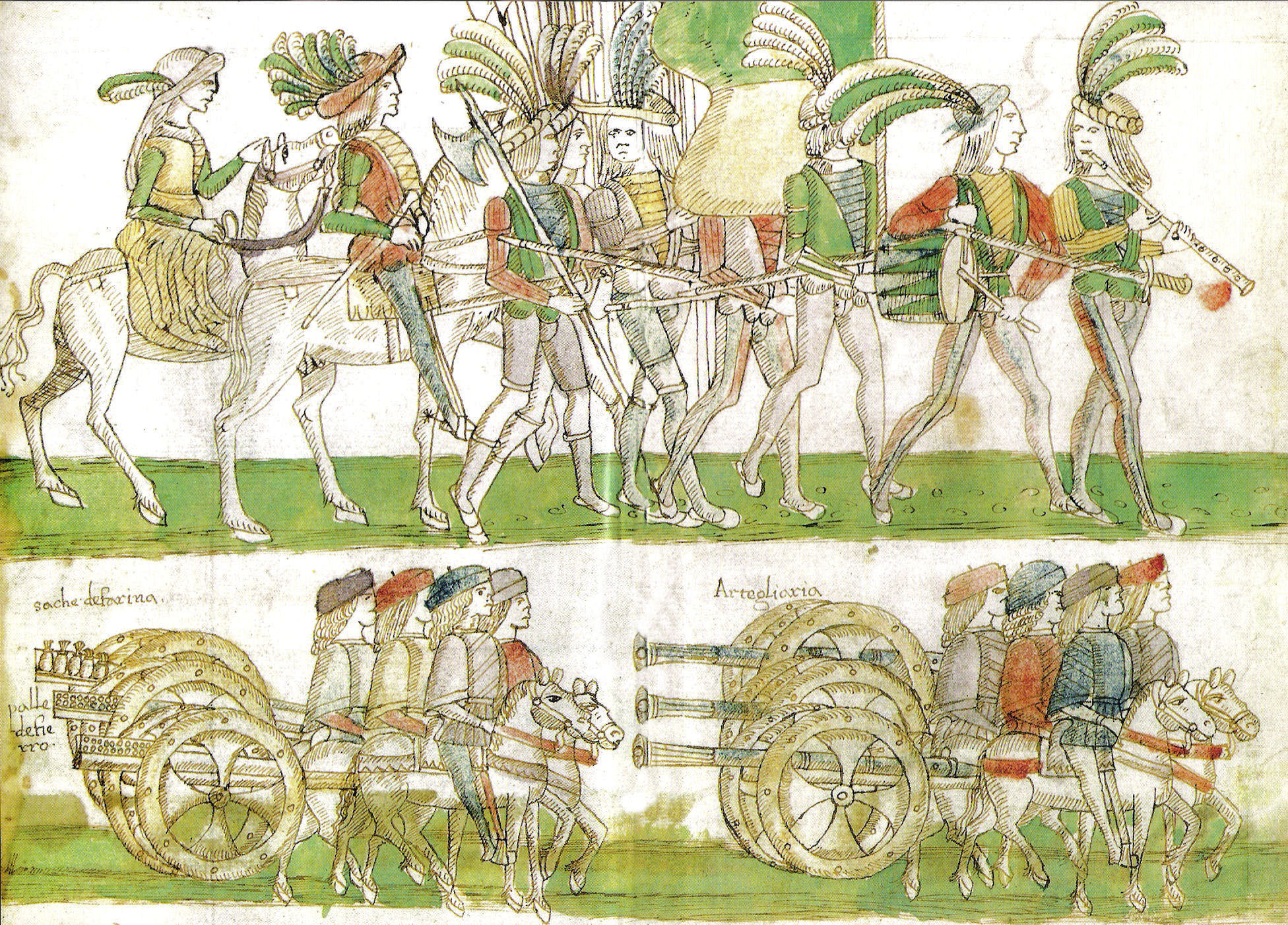
1495年にナポリに入城するフランス軍と大砲（ピアポント・モルガン図書館所蔵の1498年ごろに製作されたMS801写本より）

この取引を通じてアンドレアスが得ることになるほとんどのものは金銭援助であるが、これは金目当ての無責任な称号放棄とは言えない。彼はモレアス専制公の称号だけは手元に残し、シャルル8世の遠征成功の暁には実際に故地モレアスを受け取る、という条件を加えている。すなわちアンドレアスは、かつて13年前にフェルディナンド1世を利用しようとしたのと同様に、シャルル8世を最強の駒として対オスマン帝国戦争に利用することを最大の目的としていたのである。
1494年11月6日、サン・ピエトロ・イン・モントリオ教会で教皇と皇帝の公証人フィレンツェのフランチェスコ・デ・シュラツテンと、同じく公証人であり教会法・民法の学者カミーロ・ベニンベーネにより、アンドレアスの退位に関する文書が作成された。ここにはアンドレアスとペラウディ枢機卿、その他5人の聖職者が立ち会っていた。この時点でもまだシャルル8世は自身がかかわる取引を感知していなかったとみられているが、教皇アレクサンデル6世は取引をよく知っていたとみられている。アレクサンデル6世はペラルディ枢機卿と同様、イタリア半島を南下してくるフランス軍を対ナポリ戦争ではなく対オスマン帝国遠征に利用しキリスト教圏を防衛しようと考えており、アンドレアスの取引にも全面的に賛同していた。またもしこの西欧に突然新たな皇帝が出現するという事態に対し神聖ローマ皇帝マクシミリアン1世が抗議してきたとしても、アレクサンデル6世はアンドレアスの退位が教皇の承認を得たものではなく、関係者が不適切にも勝手に取り決めたものだと言い逃れられると踏んでいた。実際、マクシミリアン1世のもとにこの取引の内容が伝わると、彼はキリスト教のためにも神聖ローマ皇帝のみが皇帝たるべきである、と不満を露わにした。

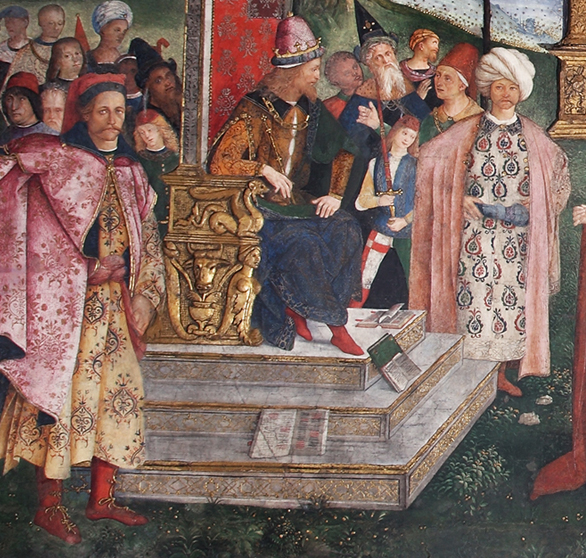
バチカン宮殿ボルジアの間の諸聖人の間にある「聖カタリナの議論」（ピントゥリッキオ画、1491年）の一部。右のターバンを巻いた人物はジェム・スルタンで、左側の最も目立っている人物がアンドレアスではないかと考えられている。

シャルル8世は最終的にアンドレアスの退位には同意したものの、ナポリを諦めることは無かった。シャルル8世本人は、北イタリアのアスティで十字軍を宣言することも検討したが、東方へ遠征する前にまずナポリを征服するのが先だという決断を下したのだとしている。ナポリ王国を支配下に置くことで、対オスマン帝国戦略の選択肢を増やせると考えていたのが主な要因だとされている。コンスタンティノープルのオスマン宮廷も、シャルル8世のイタリア遠征を無視することはできなかった。バヤズィト2世は軍艦や大砲を新たに製造し、ギリシア中やコンスタンティノープル周辺に防衛隊を配置するといった対策をとった。
教皇庁やイタリア諸国との対立に巻き込まれ、北イタリアを通過するのに手間取った影響で、シャルル8世の進軍は遅れた。1495年1月27日に教皇庁からオスマン帝国の帝位請求者ジェム・スルタンの身柄を確保することに成功した。オスマン帝国の帝位請求者であるジェムは、兄のバヤズィト2世に敗れた後に亡命し、当時は教皇庁により軟禁されていた。2月22日、シャルル8世は意気揚々とナポリに入城した。この時、シャルル8世が「コンスタンティノープルの皇帝」として即位したとする説があるが、現代の歴史家でも見解が割れている。ケネス・セットンによれば、アレクサンデル6世が自分の手でシャルル8世のコンスタンティノープル皇帝戴冠を執り行おうと提案したものの、シャルル8世は実際に東方の帝国を征服してから正式に戴冠するといって断ったとしている。一方リヴィウ・ピラトとオリヴィウ・クリステアは、シャルル8世みずから「コンスタンティノープルの皇帝」およびエルサレム王の冠を戴いたとしている。しかしナポリ入城の3日後、対オスマン帝国遠征にあたり重要な利用価値があったジェム・スルタンが死去し、シャルル8世の遠征計画は見直しを迫られた。負け無しで進んできたシャルル8世であったが、ジェム・スルタンの死と対シャルル8世包囲網が結成されたことで、だんだんと十字軍計画を放棄する考えに傾いていった。
シャルル8世は「大いなる余の友」 (ラテン語: magnus amicus noster)と呼ぶアンドレアスへの支援は怠らず、1495年5月14日に毎年1200ドゥカートの年金を与えるとした。しかし1498年にシャルル8世が死去し、フランスの力によるオスマン帝国遠征という望みは絶たれた。これ以降アンドレアスは再びもとの称号を名乗るようになった。モレアス専制公位をはじめとするシャルル8世への譲位は、その条件が完全に満たされた状態ではなかったので、無効と見なすことができた。カトリック教会も、1498年以降は彼を「ペロポネソスの専制公」（despotus Peloponensis）のみならず「ギリシア人の皇帝」（Imperator Grecorum ）あるいは「コンスタンティノープルの皇帝」Imperator Constantinopolitanusなどと呼ぶようになった。しかしシャルル8世以降のフランス王たち（ルイ12世、フランソワ1世、アンリ2世、フランソワ2世）も、シャルル8世から皇帝の称号を継承したと主張し名乗り続けた。ルイ12世は先代のシャルル8世と同様に第二次イタリア戦争 (1499年–1504年)でイタリアに遠征し、表向きは十字軍としてコンスタンティノープルやエルサレムへ向かうのだと称していた。彼の墓にある肖像彫刻は、王冠ではなく帝冠を戴いている。フランソワ1世も、少なくとも1532年までは自身が「コンスタンティノープルの皇帝」の請求権を有しているのだと公然と主張していた。こうした称号は、1566年にシャルル9世がフランス王の称号を整理した際に結果的に廃止されることになった。シャルル9世自身は、ビザンツ帝国の帝号について「聞こえよく甘美であるという点で王号に勝るものではない」と書き残している。

### 晩年と死
十字軍計画の失敗により、アンドレアスは再び経済的な困窮に苦しめられるようになった。Jacques Volaterranus司教は、ローマにおけるアンドレアスとその取り巻きの貧窮ぶりについて、かつて彼が公式の場でいつも着ていた絹の紫衣ではなく、ぼろきれを身にまとっている、という記録を残している。ただそれでも、アンドレアスは生涯ローマで影響力を持ち続けた。彼はアレクサンドル6世の側近の中でも重要な位置を占め、時には教皇の儀仗兵として、ローマを訪れる賓客の供を務めた。1501年3月11日には、リトアニア大公国からの大使のローマ入城式で主要な役割を果たした。アンドレアスは自分自身の重要性を示そうとし続け、それゆえにアレクサンドル6世の庶子チェーザレ・ボルジアと対立したこともあった。また後年には、カルロ3世トッコ（エピロス専制公位請求者）やコンスタンティノス・コムネノス・アリアニテス（「マケドニアの公」位請求者）など、かつてのビザンツ帝国の領土への請求権を主張する人々とも交流していた。
1502年6月、アンドレアスは貧苦のうちにローマで死去した。彼は同年4月7日に遺言を残しており、帝号をスペインのアラゴン王フェルナンド2世とカスティーリャ女王イサベル1世に譲渡し、彼らを自身の持てるすべての継承者に指定した。スペインの両王が選ばれたのは、おそらく彼らが1492年にグラナダ王国を征服し（グラナダ戦争）、1500年にケファロニア島を奪回した（聖ジョルジオ城包囲戦）といった成果を挙げたためであった。伝統的にアラゴン王が名乗っていたアテネ公やネオパトラス公などの称号にも触れることで、アラゴンの領土があるプッリャ、カラブリア、シチリアを拠点としてスペインがペロポネソス半島へ、そしてゆくゆくはトラキアやコンスタンティノープルへの十字軍を実施してくれるのではないかという期待もあった。しかしフェルナンド2世もイサベル1世も、アンドレアスから譲られた称号を名乗ることは無かった。未亡人カテリーナにはアンドレアスの葬儀の費用としてアレクサンデル6世から104ドゥカートが支給された。アンドレアスはサン・ピエトロ大聖堂で、父ソマスの隣に名誉ある形で葬られた。このため、オスマン帝国により掘り起こされ撤去されたパレオロゴス王朝の諸皇帝の墓のような破壊はまぬがれることができたが、現代では2人の墓の場所は不明となっており、近代以降の歴史家たちの調査も実を結んでいない。

## 子孫である可能性がある人物
アンドレアスに否定されたフランス王家の主張や後に現れた僭称者、称号偽造者を除けば、アンドレアスはビザンツ皇帝の地位を請求した最後の人物であった。一般には、アンドレアスは子孫を残さず死去したとされている。一方でドナルド・ニコルの著書The Immortal Emperor (1992)によれば、1508年に教皇の衛兵として雇われたコンスタンティノス・パレオロゴスという人物がアンドレアスの息子である可能性がある。彼はアンドレアスの亡くなった6年後の1508年に死去している。
ロシアの文献によると、アンドレアスの娘とされるマリア・パレオロギナという女性が、叔母であるソフィヤの手引きによりロシアのヴェレーヤ公ヴァシーリー・ミハイロヴィチと結婚したという。このマリアという人物の記録は、西欧の文献には無い。
ローマには、1487年の墓碑銘で「ルクレツィア、アンドレアス・パレオロゴスの娘」(Lucretiae Andreae Paleologi filiae)と書かれているものがある。ただこの女性が死没したのは1487年9月2日で、没年齢が49歳とあるので、コンスタンティノープルの皇帝を名乗ったアンドレアスの娘ということはあり得ない。
1499年7月17日、ミラノ公ルドヴィーコ・スフォルツァが、彼が「モレアス専制公の子、コンスタンティノス卿の甥であるドン・フェルナンドを、5頭の馬と共にトルコへ派遣した。」と書き記している。おそらくは外交もしくは偵察の任を負っていたこのドン・フェルナンドも、アンドレアスの息子である可能性がある。彼もアンドレアス死後にモレアス専制公を名乗ったが、あまり歴史に大きな影響を及ぼさなかった。彼自身重要な役割を担う気がなかったのか、あるいは非嫡出児で活躍の場が狭められていた可能性も考えられる。ルドヴィーコ・スフォルツァの言う「コンスタンティノス卿」とはコンスタンティノス・コムネノス・アリアニテスのことで、彼もアンドレアスと血縁がないにもかかわらずアンドレアスの死から数か月後以降にモレアス専制公の継承を主張していた。
17世紀のコーンウォールで活動したセオドロ・パレオログスはソマス・パレオロゴスの孫であると自称していた。父は「ジョン」（ヨハネス）という名であったというが立証されておらず、実際にはアンドレアスの子であるという可能性もあるが、テオドロスの系譜は極めて不明瞭である。セオドロの子孫で記録をたどれる最後の人物はゴッズコール・パレオローグで、彼女の名も17世紀後半に歴史上から消えている。16世紀後半、キオス島出身の神学者ジャコモ・パレオロゴは、ローマでドミニコ会士となり、ヨーロッパ中を旅して、自身がアンドレアス・パレオロゴスの孫でテオドロス（テオドロ）という名の男の子であるとふれ回った。しかしジャコモの教説は次第に異端性を増していき、カトリック教会との紛争の末に1585年に異端として火刑に処された。ジャコモには、少なくとも3人の子がいた。娘デスピナ、息子テオドロ、あと一人の名は不明であるが、いずれも詳細不明の人物である。テオドロは1603年の時点でプラハに居を構え、古き皇帝家の純然たる一員であり「ラケダエモンの公」であると自称したが、これらは捏造であるとしてプラハ当局により有罪判決を受けた。

## 後世への影響と評価

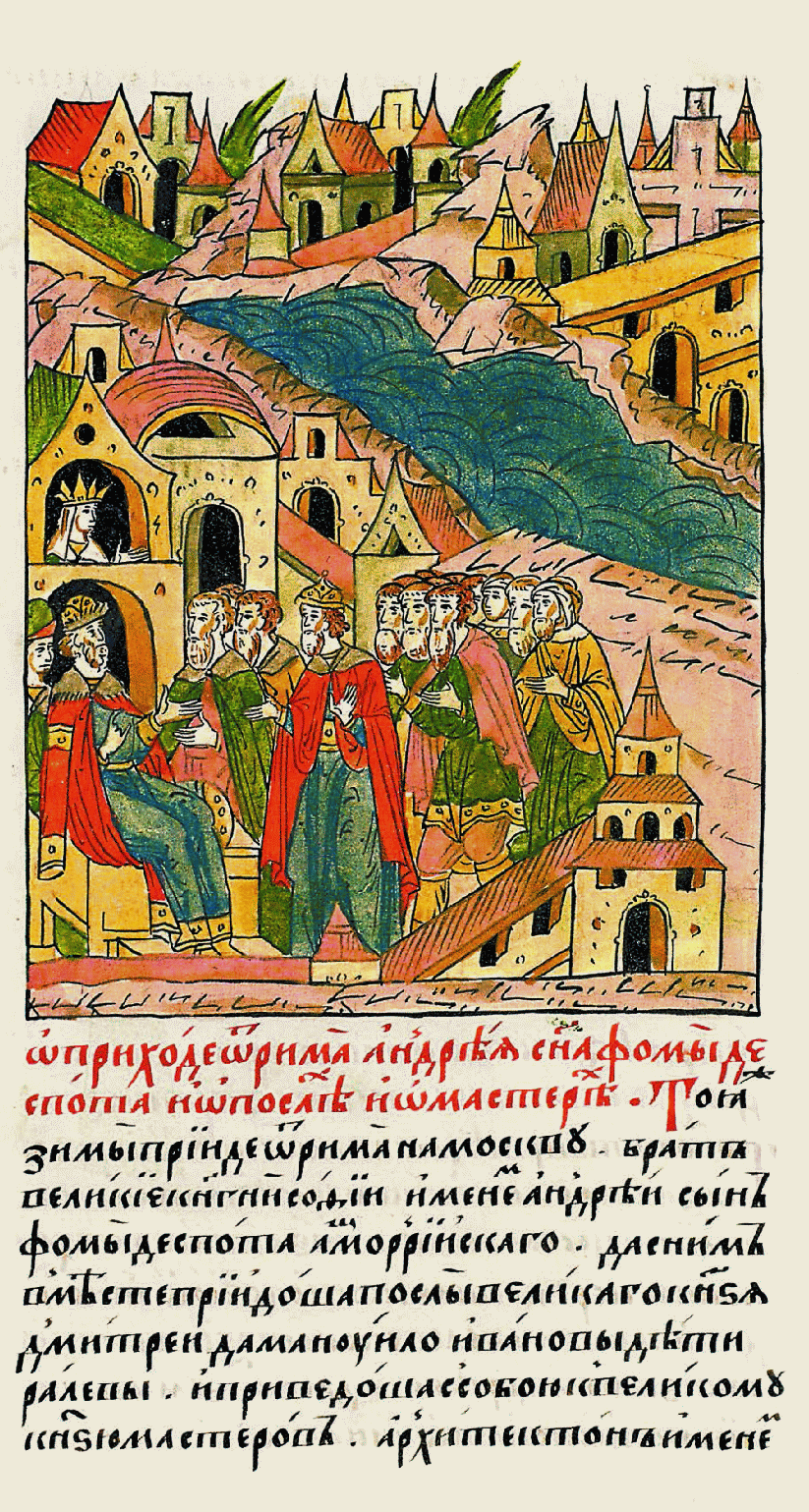
モスクワの姉ゾエ（この時点ではソフィヤと改名、左上の窓の人物）とイヴァン3世（その下の窓の人物）の夫妻のもとを訪問するアンドレアス（中央下の冠をかぶっている人物）。16世紀ロシアの年代記より

後世の歴史家たちのうち圧倒的多数が、アンドレアス・パレオロゴスの人物像を否定的に捉えている。19世紀スコットランドの歴史家ジョージ・フィンレーは、1877年の著作でアンドレアスについて「最低のつまらない貴公子たちの運命を気にするような病的な価値観を人類が持ち合わせてさえいなかったならば、もはや歴史上注目する価値はほとんどない」などと述べている。1995年にアンドレアスの再評価を試みたイングランドの歴史家ジョナサン・ハリスによると、アンドレアスは往々にして「だらしない生活で教皇の寛大な支援を浪費し、最終的に貧苦のうちに死んだ、不道徳でぜいたくなプレイボーイ」として描写される傾向があった。ハリス自身は、この通説は歴史評価するうえで「まったく公平でない意図」による誤った説であるとしている。
アンドレアスの悪評の原因は、一部には父ソマスに端を発するところもあるとされる。ソマスの弟（アンドレアスの叔父）デメトリオスはオスマン帝国のモレアス征服を受け入れる立場で、兄弟の抗争がモレアス専制公領の滅亡につながった。ただアンドレアスは家族と共に亡命した時点でまだ7歳であり、父と叔父の抗争には何ら責任が無い。1470年代から1490年代の亡命パレオロゴス家の経済状況は不安定で、アンドレアスが称号を売ろうとしたり、弟マヌエルが雇い主を探してヨーロッパを遍歴し遂にはコンスタンティノープルへ赴いてオスマン帝国に身を委ねたりするほどであった。彼らの困窮の原因を彼ら自身に求め批判している文献は、同世代の著述家によるものの中では一つ、次世代の著述家によるものでも一つしか確認されていない。次世代のものは、1538年のテオドロス・スパンドゥネスによる著作である。彼はマヌエルがあらゆる面でアンドレアスより勝っていたと主張している。同世代では1481年にジェラルディ・ダ・ヴォルテッラが、アンドレアスの経済的困窮は彼自身の「性遍歴と悦楽」を含む度を越した浪費のせいであると主張している。こうしたアンドレアスの悪評は近代の歴史家たちに大きな影響を与え続けているが、ハリスはこうした見解が根拠に乏しいものであると批判している。
他にも近代の歴史家たちはアンドレアスを酷評するため、1479年のカテリーナとの結婚に関する記述を利用している。歴史家スティーヴン・ランシマンがカテリーナを「ローマの街女」と評したのをはじめとして、彼女は娼婦であったとするのが通説である。その上で娼婦との結婚がアンドレアスの経済的没落の原因の一つだとする説もある。カテリーナについて言及している一次史料はカメラ・アポストリカ（教皇庁の財政部門）がまとめたイントロイトゥス・エト・エクシトゥスのみで、その中でもカテリーナという名に触れているのは一か所のみである。そのため実際には、カテリーナの職業や社会的地位は全く不明である。同時代のジェラルディ・ダ・ヴォルテッラですら、カテリーナには言及していない。初めてカテリーナを悪人として描写したのは17世紀のビザンツ学者シャルル・ドゥ・フレスネであり、カテリーナに関する伝承は実証不可能なものであるといえる。1932年のギリシャ人ビザンツ学者ディオニュシオス・ザキュティノスの著作Le despotat grec de Morée (1262–1460)以降、アンドレアスが「娼婦」カテリーナと結婚したことが教皇庁からの支援切り詰めの原因であるという説が広まったが、これは全く誤りである。例えば教皇シクストゥス4世は、1479年におそらくロシアへの旅費として従来の支給金の2年分にもあたる資金をアンドレアスに与えている。
アンドレアスが浪費生活を送った可能性は否定できないが、彼の経済的困窮の原因はむしろ教皇庁からの支援の減少にある。当初はパレオロゴス家に対し住居費を支援するなど寛大な対応をとっていた教皇たちであるが、彼らは一部の歴史家が主張するほど気前の良い支援を提供したわけではなかった。そのような教皇庁を誇大に称賛する説が生まれた原因は教皇たち自身にも求められる。例えば、シクストゥス4世は自身がパレオロゴス家に対して示した寛大さをサン・スピリト・イン・サッシア病院のフレスコ画に描かせている。中にはアンドレアスがシクストゥス4世に跪いて感謝している絵もある。アンドレアスは広く伝えられているほど教皇の金を浪費したわけではなかった。もともと父ソマスに支払われていた月300ドゥカートの支援金は、1492年の時点で50ドゥカートまで減らされていた。
1481年のアンドレアスの対オスマン帝国遠征計画失敗についても、ほとんどの歴史家はアンドレアス自身の無能さに原因を求めている。中にはアンドレアスが教皇から寄付された資金を「ほかの目的」に「浪費した」とまで言う者もいる。しかし遠征が実現しなかったとはいえ、アンドレアスが本当に遠征に無関心であった証拠になるとは言えない。シクストゥス4世は1481年9月15日にイタリア中の司教に向けてアンドレアスのアドリア海渡海を支援するため「全力で尽くすように」と書き送っている。またアンドレアス自身がブリンディシへ赴いていることからも、彼が本気で遠征隊を率いて帝国を復興する意思を持っていたことがうかがえる。アンドレアスに雇われたギリシア人のCrocondilo Cladaは、1480年にモレアスで実際に反乱を起こしている。彼はアンドレアスがギリシア上陸に成功した際に道案内を務めるのに適任であったが、この反乱は失敗に終わった。遠征が計画倒れに終わったとはいえ、アンドレアスは単に欲望を追求するためローマで時を過ごしてばかりいたのではなく、積極的に遠征計画にかかわっていた。
アンドレアスが貧苦のうちに死んだことについて、彼が死去した時点で全く無一文であったという説も広まっている。その根拠としては、教皇アレクサンデル6世が未亡人カテリーナに葬儀費用を援助していることが挙げられる。ただ、こうした葬式に対する寄付は、必ずしも困窮者に限って行われていたわけではない。例えば1487年に同じくローマに亡命していたキプロス女王シャルロット・ド・リュジニャンの葬儀の際にも教皇庁が費用を拠出しているが、シャルロットが浪費家あるいは貧乏であったという記録は無い。アンドレアスが名誉ある形でサン・ピエトロ大聖堂に葬られていることから、少なくとも彼がある程度の地位を維持していたことは確かであるといえる。
ジョナサン・ハリスは、アンドレアスのローマ亡命は数世紀にわたるビザンツ帝国のパレオロゴス朝の失策の究極的な帰結であったとしている。帝国滅亡後もソマスやアンドレアスが教皇の力を借りて大規模な再征服遠征をおこない帝国を復興する計画を立て続けたが、ついに実行に移されることはなかった。
結局、アンドレアスは自身や従者たちの必要経費にも足を引っ張られ、ビザンツ帝国を再興する大望を実現することはできなかった。彼のおかれた厳しい状況は決して彼自身に責任があるわけではなく、教皇の支援切り詰め、さらに言えば教皇に依存しようとした先祖たちの方策自体に問題があったといえる。とはいえ14世紀から15世紀にかけてのビザンツ皇帝たちに残された選択肢は極めて少なく、教皇に望みを託し依存せざるを得なかった。教皇との間で膨大な誓約や取引を決めたにもかかわらず、実際に届いた援助はわずかなものだった。西欧諸国にビザンツ帝国を救う力がなかったことも、帝国の没落や、アンドレアスが二度と故郷に帰れなくなった要因として挙げられる。